# Котов, Анатолий Романович
Анатолий Романович Котов (1925—1993) — снайпер стрелкового батальона 1052-го стрелкового полка 301-й стрелковой Сталинской ордена Суворова 2-й степени дивизии 9-го Краснознамённого стрелкового корпуса, младший сержант.

## Биография
Родился 25 сентября 1925 года в деревне Толмачёвка Цебриковского района Одесской области в крестьянской семье. Украинец. Работал трактористом.
В Красной Армии и на фронте в Великую Отечественную войну с марта 1944 года.
Снайпер стрелкового батальона 1052-го стрелкового полка красноармеец Анатолий Котов вместе с бойцами 17 июля 1944 года, отбивая контратаки неприятеля на подступах к городу Кишинёву, уничтожил четырнадцать солдат и офицеров противника, в том числе двух снайперов.
Приказом по 301-й стрелковой дивизии от 29 июля 1944 года за мужество и отвагу проявленные в боях красноармеец Котов Анатолий Романович награждён орденом Славы 3-й степени.
Снайпер стрелкового батальона 1052-го стрелкового полка ефрейтор Анатолий Котов в бою в районе польского города Варка 14 января 1945 года уничтожил двенадцать вражеских солдат и офицеров, подавил огонь пулемёта.
Приказом по 5-й ударной армии 22 февраля 1945 года за мужество и отвагу проявленные в боях ефрейтор Котов Анатолий Романович награждён орденом Славы 2-й степени.
16 апреля 1945 года снайпер стрелкового батальона 1052-го стрелкового полка младший сержант Анатолий Котов в бою за германский город Гольцов, будучи раненным, подорвал гранатой пулемёт противника вместе с расчётом. На железнодорожной станции «Вербиг», расположенной южнее населённого пункта Нойлангзов, в четырёх километрах северо-восточнее города Зелов подорвал дот и сжёг бронетранспортёр.
Указом Президиума Верховного Совета СССР от 15 мая 1946 года за образцовое выполнение заданий командования в боях с немецко-вражескими захватчиками младший сержант Котов Анатолий Романович награждён орденом Славы 1-й степени, став полным кавалером ордена Славы.
После войны А. Р. Котов продолжал службу в армии. В 1950 году он окончил Объединённые курсы усовершенствования офицерского состава. С 1968 года старший лейтенант Котов А. Р. — в запасе.
Работал трактористом в колхозе. Жил в селе Цыбулевка Одесской области Украины. Скончался 19 мая 1993 года.
Награждён орденами Отечественной войны 1-й степени, Славы 1-й, 2-й, 3-й степени, медалями, в том числе — «За отвагу».